# 中央纪律检查委员会国家监察委员会国际合作局
中央纪律检查委员会国家监察委员会国际合作局，简称中央纪委国家监委国际合作局，是中国共产党中央纪律检查委员会、中华人民共和国国家监察委员会的内设机构，负责反腐败领域国际合作与境外追逃追赃工作。

## 沿革
2005年10月27日，第十届全国人大常委会第十八次会议批准《联合国反腐败公约》。2007年3月12日，全国人大代表、中央纪委副书记夏赞忠透露，国家预防腐败局已通过审批。2007年5月31日，正式批准设立。 2007年9月6日，国家预防腐败局成立，马馼被任命为局长。2007年9月13日，国家预防腐败局正式揭牌。
2014年7月，中央纪委廉政理论研究中心副主任谢光辉介绍，中央纪委在机关机构改革中，把预防腐败室、外事局整合为中央纪律检查委员会国际合作局，加挂国家预防腐败局办公室牌子，承担预防腐败局具体工作，负责海外追赃追逃、组织查办案件。
2018年3月17日第十三届全国人民代表大会第一次会议通过《第十三届全国人民代表大会第一次会议
关于国务院机构改革方案的决定》，批准《国务院机构改革方案》。方案规定：“监察部并入新组建的国家监察委员会。国家预防腐败局并入国家监察委员会。不再保留监察部、国家预防腐败局。”改革后，中央纪委国家监委组建中央纪律检查委员会国家监察委员会国际合作局。

## 职责
根据有关规定，中央纪律检查委员会国家监察委员会国际合作局承担下列职能：
1. 组织拟订国际追逃追赃政策建议和工作计划，研究国际追逃追赃工作中的重要问题；
2. 汇总掌握党员和国家工作人员外逃信息；
3. 组织协调重点个案追逃追赃工作，推动突破大案要案；
4. 推动成员单位加强追逃追赃国际合作，建立和拓展追逃追赃国际网络；
5. 统筹协调国内国外资源，推动解决国际追逃追赃工作中的重点难点问题；
6. 协调、督促成员单位做好追逃追赃案件的线索初核、信息报告、立案调查、对外合作等工作。

## 机构设置
根据有关规定，中央纪律检查委员会国家监察委员会国际合作局内设机构为副司局级。中央纪委国家监委国际合作局设置下列机构：
- 综合处
- 追逃追赃处
- 研究实施联合国反腐败公约领导小组办公室

## 历任领导
| 中央反腐败协调小组国际追逃追赃工作办公室主任 - 李书磊（2017年3月至2020年12月，中央纪委副书记兼） | 中央纪律检查委员会国家监察委员会国际合作局局长 - 腊翊凡（2018年3月至2021年5月） |

## 中央反腐败协调小组国际追逃追赃工作办公室
2014年10月，中央反腐败协调小组国际追逃追赃工作办公室成立，中央纪委副书记、监察部部长黄树贤为首任负责人。中央反腐败协调小组成员由中央纪委、最高法、最高检、外交部、公安部、国家安全部、司法部、中国人民银行等八单位负责人组成，办事机构为国际追逃追赃工作办公室，由中央纪委国际合作局承担具体工作。
2016年1月，根据中央决定部署，公安部正式成立公安部境外缉捕工作局（Department of Overseas Fugitives Affairs），负责职务犯罪外逃人员境外追逃追赃工作。